# Mansueto Velasco
Mansueto Velasco (Bago, 10 gennaio 1974) è un ex pugile filippino.
Anche il fratello Roel Velasco è stato un pugile, medagliato alle Olimpiadi del 1992.

## Palmarès

### Olimpiadi
- 1 medaglia:
  - 1 argento (Atlanta 1996 nei pesi mosca leggeri)

### Giochi asiatici
- 1 medaglia:
  - 1 oro (Hiroshima 1994 nei pesi -48 kg)